# ایوان مرلی سالا
ایوان مرلی سالا (انگلیسی: Ivan Merli Sala؛ زادهٔ ۸ فوریهٔ ۱۹۸۹) بازیکن فوتبال اهل ایتالیا است.